# Рахова (Прахова)
Рахова (рум. Rahova) насеље је у Румунији у округу Прахова у општини Подениј Ној. Oпштина се налази на надморској висини од 198 m.

## Становништво
Према подацима из 2002. године у насељу је живело 463 становника, од којих су сви румунске националности.